# Anton Schiffer (Radsportler)
Anton Schiffer (* 1. September 1999 in Köln) ist ein deutscher Radrennfahrer, der im Straßenradsport aktiv ist.

## Sportlicher Werdegang
Seine sportliche Karriere begann Schiffer im Triathlon, wo er ab 2016 für das Kölner Triathlon Team 01 regelmäßig in der Bundesliga und bei weiteren Wettkämpfen startete. Ab 2022 konzentrierte er sich dann ausschließlich auf den Radsport. 2023 wurde er zunächst Mitglied im Bike Aid Development Team, bevor er noch im Verlauf der Saison in das Elite Team von Bike Aid übernommen wurde. 2024 waren ein achter Etappenrang und der siebte Gesamtrang bei der Tour of Antalya seine ersten Top-10-Platzierungen auf internationaler Ebene. Auf nationaler Ebene sicherte er sich im Rahmen des Sauerländer Bergpreises den Titel des Deutschen Bergmeisters. Auf der letzten Etappe der Serbien-Rundfahrt verpasste er als Zweiter nur knapp seinen ersten Sieg auf der UCI Europe Tour.  
2025 hatte Schiffer seinen Durchbruch. Bei der Griechenland-Rundfahrt stand er als Gesamtzweiter erstmals auf dem Podium einer Rundfahrt. Bei den Deutschen Straßen-Radmeisterschaften gewann er die Bronzemedaille im Straßenrennen und konnte zahlreiche Profis aus WorldTeams und ProTeams distanzieren. Mit dem Gewinn der Königsetappe der Sibiu Cycling Tour erzielte er den ersten Sieg bei einem internationalen Rennen.
Durch seine Erfolge auf ihn aufmerksam geworden, erhielt Schiffer ab Oktober 2025 einen Profivertrag beim UCI World Team Visma-Lease a Bike.

## Erfolge
2024
- Deutscher Bergmeister
- Bergwertung Griechenland-Rundfahrt

2025
- eine Etappe Sibiu Cycling Tour